# Mogera imaizumii
Mogera imaizumii är en däggdjursart som först beskrevs av Kuroda 1957.  Mogera imaizumii ingår i släktet Mogera och familjen mullvadsdjur. IUCN kategoriserar arten globalt som livskraftig. Inga underarter finns listade.
Detta mullvadsdjur förekommer i Japan på öarna Honshu och Shikoku samt på några mindre öar i området. Arten vistas i låglandet och i låga delar av bergstrakter. Habitatet utgörs av ängar, skogar och jordbruksmark.